# Magdalena (comédie musicale)
Pour les articles homonymes, voir Magdalena.
Magdalena (sous-titre : A Musical Adventure) est une comédie musicale américaine (également nommée « opéra folklorique ») créée à Broadway en 1948.

## Argument
Voir l'article en lien externe sur la création française.

## Fiche technique
- Titre original : Magdalena
- Sous-titre : A Musical Adventure
- Lyrics : George Forrest et Robert C. Wright
- Livret : Frederick Hazlitt Brennan et Homer Curran
- Musique : Heitor Villa-Lobos
- Mise en scène : Jules Dassin
- Chorégraphie : Jack Cole
- Direction musicale : Arthur Kay
- Décors et lumières : Howard Bay
- Costumes : Irene Sharaff
- Producteur : Edwin Lester (en)
- Nombre de représentations : 88
- Date de la première : 20 septembre 1948
- Date de la dernière : 4 décembre 1948
- Lieu : Ziegfeld Theatre, Broadway
- Avant-première au Los Angeles Civic Light Opera (en) le 26 juillet 1948

## Distribution originale
(sélection, par ordre alphabétique)
- Betty Brusher : Conchita
- Gene Curtsinger : The Old One
- Peter Fields : Manuel
- Maria Groscup : Bailadora
- Hugo Haas : Général Carabaña
- Ferdinand Hilt : Major Blanco
- Patricia Kirkland : Chico
- Carl Milletaire : Dr Lopez
- Leonard Morganthaler : Juan
- Melva Niles : Solis
- Gerhard Pechner : Père Josef
- Irra Petina : Teresa
- John Raitt : Pedro
- Henry Reese : Ramon
- Dorothy Sarnoff (en) : Maria
- John Schickling : Zoggie

## Numéros musicaux
Acte I
- Women Weaving (père Josef et ensemble)
- Petacal (Ramon, chanteurs, danseurs et ensemble)
- The Seed of God (père Josef, danseurs et ensemble)
- The Omen Bird (Teru Teru) (Maria, danseurs et ensemble)
- My Bus and I (Pedro et ensemble)
- The Emerald (Maria et Pedro)
- The Civilized People (général Carabaña, Zoggie, danseuse et ensemble)
- Food for Thought (Teresa et ensemble)
- Come to Columbia (Teresa, général Carabana et ensemble)
- Plan It by the Planets (Teresa, Zoggie et ensemble)
- Bonsoir, Paris (Teresa)
- Travel, Travel, Travel (Teresa, général Carabaña, major Blanco, Zoggie et ensemble)
- Magdalena (The Old One)
- The Broken Pianolita (bailador, danseurs et ensemble)
- Greeting (enfants)
- River Song (Maria et ensemble)
- Chivor Dance (danseurs)
- My Bus and I (reprise) (Pedro, Teresa, major Blanco et enfants)
- The Forbidden Orchid (Maria et Pedro)

Acte II
- Ceremonial (bailadora, The Old One, danseuse, danseurs et ensemble)
- The Singing Tree (Ramon, solistes et ensemble)
- Lost (Maria et Pedro)
- Freedom! (Pedro et ensemble)
- Vals de Espana (bailadora, bailador et ensemble)
- The Emerald (reprise) (Pedro)
- Pièce de résistance (Teresa et général Carabaña)
- The Broken Bus (Pedro)
- The Seed of God (reprise) (père Josef, Maria, Pedro, Ramon, solistes et ensemble)

## Création française
- 2010 : Paris, Théâtre du Châtelet, 5 représentations (18-22 mai), avec François Le Roux (général Carabaña)